# WWU Baskets Münster
O WWU Baskets Münster é um clube  de basquetebol baseado em Münster, Alemanha que atualmente disputa a 2.Bundesliga ProA, correspondente à segunda divisão do país. Manda seus jogos no Universitatsportshalle.

## Histórico de Temporadas
| Temporada | Nível | Liga           | Pos.                 | Resultado            |
| --------- | ----- | -------------- | -------------------- | -------------------- |
| 2006-07   | 4     | Regionalliga   | 13º                  | Rebaixado            |
| 2007-08   | 5     | 2.Regionalliga | ?                    |                      |
| 2008-09   | 5     | 2.Regionalliga | 1º                   | Promovidocampeão     |
| 2009-10   | 4     | Regionalliga   | 1º                   |                      |
| 2010-11   | 4     | Regionalliga   | 6º                   |                      |
| 2011-12   | 4     | Regionalliga   | 8º                   |                      |
| 2012-13   | 4     | Regionalliga   | 7º                   |                      |
| 2013-14   | 4     | Regionalliga   | 4º                   |                      |
| 2014-15   | 4     | Regionalliga   | 2º                   |                      |
| 2015–16   | 4     | Regionalliga   | 2º                   |                      |
| 2016–17   | 4     | Regionalliga   | 2º                   |                      |
| 2017-18   | 4     | Regionalliga   | 1º                   | Promovidocampeão     |
| 2018-19   | 3     | ProB           | 1º                   | Finalista            |
| 2019-20   | 3     | ProB           | Pandemia de COVID-19 | Pandemia de COVID-19 |
| 2020-21   | 3     | ProB           | 3º                   | Semifinalista        |
| 2021-22   | 3     | ProB           | 1º                   | Quartas de finais    |
| 2022-23   | 2     | ProA           | 14º                  |                      |
| 2023-24   | 2     | ProA           | 8º                   | Quartas de finais    |
| 2024-25   | 2     | ProA           |                      |                      |

## Títulos

### Regionalliga Oeste
- Campeão (1):2017-18

### 2.Bundesliga ProB
- Finalista (1):2018-19